# Siruguppa
Siruguppa är en ort i Indien.   Den ligger i distriktet Bellary och delstaten Karnataka, i den södra delen av landet, 1 400 km söder om huvudstaden New Delhi. Siruguppa ligger 375 meter över havet och antalet invånare är 47 917.
Terrängen runt Siruguppa är platt, och sluttar norrut. Runt Siruguppa är det tätbefolkat, med 286 invånare per kvadratkilometer. Siruguppa är det största samhället i trakten. Trakten runt Siruguppa består till största delen av jordbruksmark.